# José Ribera Miró
José Ribera Miró (La Plana,  1839-Barcelona, 4 de enero de 1921) fue un compositor de zarzuelas español, hermano del también compositor Cosme Ribera Miró.

## Biografía
Nacido en 1839 en la localidad tarraconense de La Plana, en la actualidad perteneciente al municipio de Alcover, estudió en Lérida, con el organista de la catedral, Magí Pontí. En 1856 se trasladó a Barcelona y continuó los estudios con Josep Marraco Ferrer y Mateu Ferrer. En 1860 fue nombrado organista de San Juan de Vilassar, posición que mantuvo cuatro años, dejando numerosos y aventajados alumnos. Posteriormente volvió de nuevo a Barcelona y se dedicó al estudio del contrabajo.
Fue maestro de capilla de la parroquia de Santa Ana de Barcelona y durante mucho tiempo mantuvo la plaza de profesor de contrabajo en las orquestas de los teatros Principal y Liceo, demostrando particularmente su inteligencia y habilidad en varios conciertos de música clásica ejecutados por la Sociedad Barcelonesa de Cuartetos, de la que formaba parte y era uno de los fundadores.
En el primer certamen musical organizado por Anselmo Clavé, en 1863, ganó un accésit por un coro a voces solas titulado Una esperanza muerta. En 1866 ganó una mención honorífica en el concurso del Ateneo Barcelonés por una sinfonía a gran orquesta titulada Mareselva. En 1878 le fueran premiadas tres composiciones en el certamen abierto por la Sociedad Coral Euterpe: una sinfonía a toda orquesta Sobre motius populars catalans, y dos coros a voces solas: Lo molí y La festa major. En 1879 concurría al certamen que la Real Academia de Santa Cecilia de Cádiz organizó con motivo de la celebración de la Exposición Regional, ganando el primer premio por una sinfonía titulada Bética, que se ejecutó con gran orquesta durante la inauguración de la Exposición. Esto le valió, además del premio ofrecido, el título de socio de mérito de la Real Academia.
En 1880 ganó un diploma de honor en Valencia por un coro a voces solas titulado Lo Mercat, y el mismo año fue premiado en el Ateneo Barcelonés, por una colección de doce piezas musicales. También escribió varias zarzuelas que se representaron en los teatros Tivoli y Circo Barcelonés, de Barcelona.
En 1880 le fue confiada la dirección de la orquesta de los conciertos populares Euterpe, para los que escribió dos sinfonías más Sobre motius populars catalans, que cosecharon un gran éxito.
No tan sólo se dedicó Ribera Miró a la música profana, sino también cultivó la religiosa, contando 152 obras de este género; entre ellas, cuatro misas a gran orquesta y tres con acompañamiento de órgano, una de ellas a seis voces con bajo numerado, de género puramente severo; algunos himnos, motetes, cánticos, graduales.

## Zarzuelas
- 1871. María Antonieta. Juguete cómico-lírico en 1 acto. Libreto de Gerardo Blanco. Estrenado al Teatro Español de Barcelona el 16 de septiembre de 1871.
- 1872. De Barcelona al Parnàs. Zarzuela revista (cómica-lírica-dramática-satírica-fantástica) en dos cuadros y en verso. Libreto de Eduardo Vidal Valenciano. Estrenada en el Teatro Tívoli de Barcelona el 21 de julio de 1872.
- 1872. De dotze a una. Libreto de Andreu Brasés. Estrenada en el Teatro Tívoli de Barcelona el 22 de julio de 1872.
- 1872. Dos millions. Zarzuela en 1 acto. Libreto de Eduard Vidal i de Valenciano. Estrenada en el Teatro Tívoli de Barcelona el 3 de agosto de 1872.
- 1872. De teulades en amunt. Libreto de Conrad Roure. Estrenada en el Teatro Tívoli de Barcelona el 28 de agosto de 1872.
- 1873. Les campanetes. Zarzuela en 1 acto. Libreto de Conrad Colomer y de Eduard Vidal y de Valenciano. Estrenada al Teatro del Circo Barcelonés de Barcelona el 17 de febrero de 1873.
- 1873. La Sociedat del Born. Filantropía y diversión. Libreto de Rossend Arús. Estrenado en el Teatro del Circo Barcelonés de Barcelona el 18 de febrero de 1873.
- 1873. Primer jo... Libreto de Narciso Campmany y de Conrad Colomer. Estrenada en el Teatro del Circo Barcelonés de Barcelona el 24 de marzo de 1873.
- 1873. Uno poble diable. Zarzuela bufa en 1 acto. Libreto de Rafael Burgell y de Eduard Vidal i de Valenciano. Estrenada en el Teatro Tívoli de Barcelona el 19 de julio de 1873.
- 1874. La monya de rissos. Libreto de Salusti Ferrer. Estrenada en el Teatro Tívoli de Barcelona el 22 de julio de 1874.
- 1874. De dalt a baix. Juguete còmico-lírico en 1 acto, arreglado a la escena catalana. Libreto: Andreu Brasés y Trias. Estrenada en el Teatro Tívoli de Barcelona el 13 de agosto de 1874.